# Mike Fontenot
Michael Eugene Fontenot dit Mike Fontenot, né le 9 juin 1980 à Slidell, Louisiane, États-Unis, est un joueur de deuxième but des Ligues majeures de baseball qui évolue de 2005 à 2012.
Fontenot a remporté la Série mondiale 2010 alors qu'il jouait pour les Giants de San Francisco.

## Carrière

### Cubs de Chicago

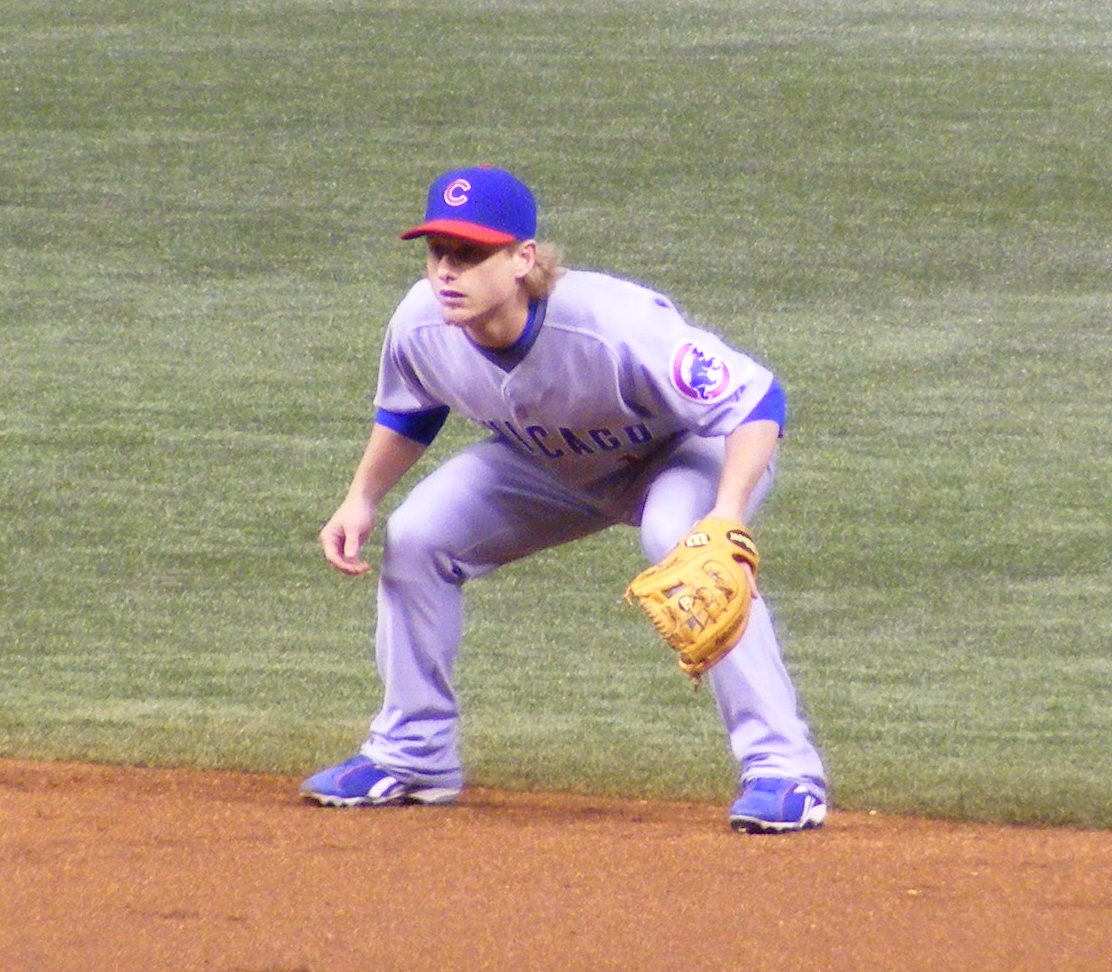
Fontenot avec les Cubs.

Après des études secondaires à la Salmen High School de Slidell (Louisiane), Mike Fontenot repousse l'offre des Devil Rays de Tampa Bay qui le draftent en juin 1999. Il suit des études supérieures à l'Université d'État de Louisiane où il porte les couleurs des LSU Tigers en 2000 et 2001.
Dès sa première année universitaire, Fontenot se distingue en participant à la conquête du titre en College World Series. À titre individuel, il est désigné meilleur freshman de l'année au niveau national et figure parmi l'équipe type des College World Series. Il enregistre 0,353 de moyenne au bâton pour 17 coups de circuit. Il confirme en deuxième année (0,339 de moyenne au bâton pour 14 coups de circuit).
Fontenot est drafté le 5 juin 2001 par les Orioles de Baltimore au premier tour de sélection (19e choix). Encore joueur de Ligues mineures, Fontenot est transféré le 2 février 2005 chez les Cubs de Chicago à l'occasion de l'échange de Sammy Sosa.
Il fait ses débuts en Ligue majeure le 13 avril 2005. Lors de ses sept apparitions en début de saison 2005, il signe un zéro sur deux passages au bâton, deux buts sur balles et quatre points. Relégué en ligues mineures, Fontenot revient au plus haut niveau en mai 2007. Son retour est réussi avec une deuxième place au trophée de la recrue du mois de juin 2007. Il s'installe alors au sein de l'effectif des Cubs, partageant le second but avec le polyvalent Jeff Baker.

### Giants de San Francisco

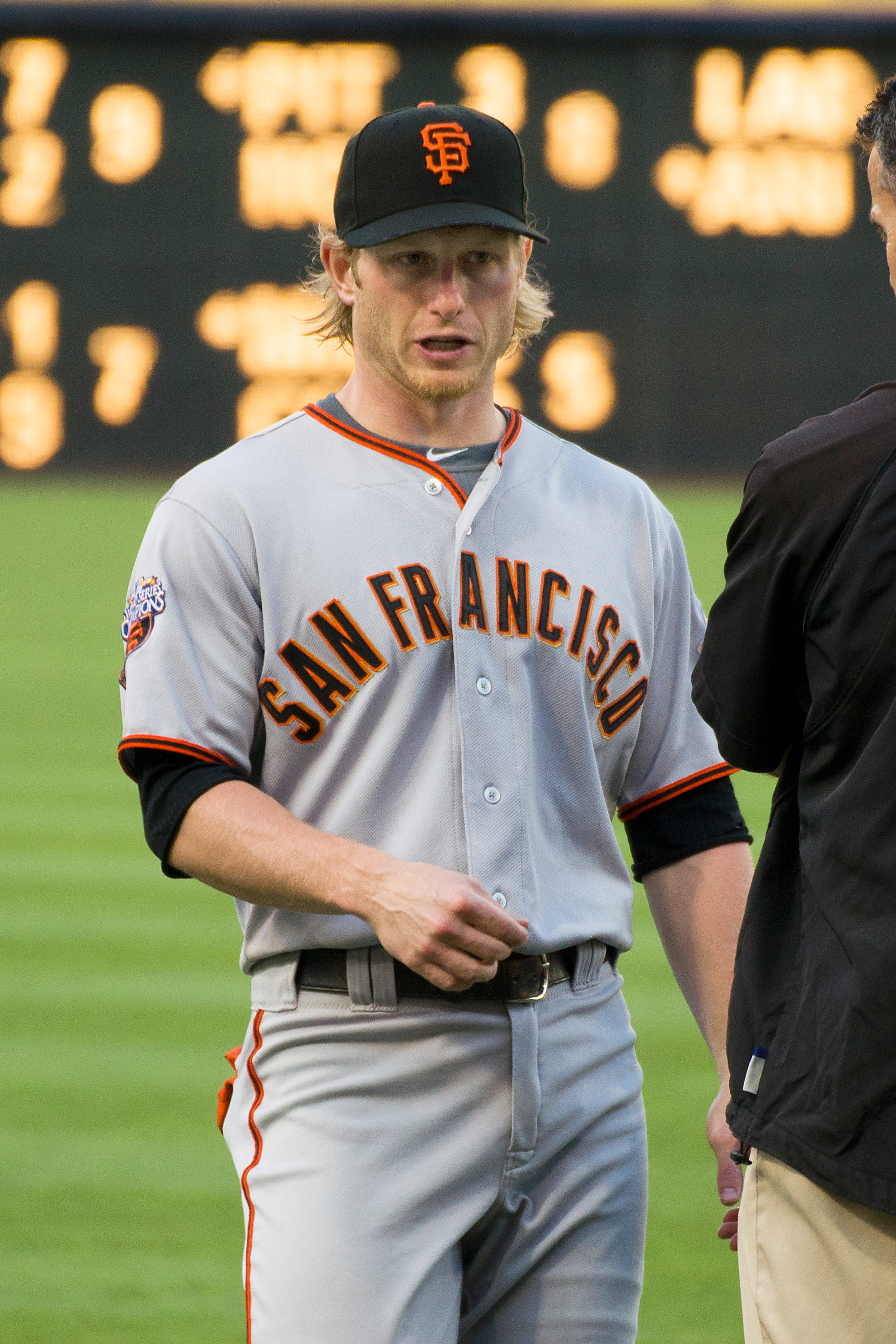
Mike Fontenot en 2011 avec les Giants.

Le 11 août 2010, Fontenot est échangé par les Cubs aux Giants de San Francisco en retour du joueur de champ extérieur Evan Crawford. Il termine la saison régulière avec une moyenne au bâton de ,283 en 75 parties jouées pour Chicago et 28 pour San Francisco. Il accompagne les Giants dans leur parcours qui se termine par une victoire en Série mondiale 2010.
En 2011, il est réserviste à l'avant-champ pour les Giants, jouant à l'arrêt-court et au deuxième but. Sa moyenne au bâton ne s'élève qu'à ,227 en 85 parties jouées. Il est libéré par les Giants le 30 mars 2012 à la fin de l'entraînement de printemps.

### Phillies de Philadelphie
Le 13 avril 2012, Fontenot signe un contrat avec les Phillies de Philadelphie. Il frappe pour ,289 en 47 parties pour Philadelphie et est libéré le 5 août 2012.

### Rays de Tampa Bay
Fontenot signe un contrat des ligues mineures le 29 novembre 2012 avec les Rays de Tampa Bay. Il passe toute l'année dans les mineures chez les Bulls de Durham, le club-école des Rays.

### Nationals de Washington
Le 9 janvier 2014, il signe un contrat des ligues mineures avec les Nationals de Washington.

## Statistiques
| Saison | Équipe        | G   | AB   | R   | H   | 2B | 3B | HR | RBI | SB | BA    |
| ------ | ------------- | --- | ---- | --- | --- | -- | -- | -- | --- | -- | ----- |
| 2005   | Chicago Cubs  | 7   | 2    | 4   | 0   | 0  | 0  | 0  | 0   | 0  | 0,000 |
| 2007   | Chicago Cubs  | 86  | 234  | 32  | 65  | 12 | 4  | 3  | 29  | 5  | 0,278 |
| 2008   | Chicago Cubs  | 119 | 243  | 42  | 74  | 22 | 1  | 9  | 40  | 2  | 0,305 |
| 2009   | Chicago Cubs  | 135 | 377  | 38  | 89  | 2  | 2  | 9  | 43  | 4  | 0,236 |
| 2010   | Chicago Cubs  | 75  | 169  | 14  | 48  | 11 | 3  | 1  | 20  | 1  | 0,284 |
| 2010   | San Francisco | 28  | 71   | 10  | 20  | 0  | 0  | 0  | 5   | 0  | 0,282 |
| Totaux | Totaux        | 450 | 1096 | 140 | 296 | 69 | 10 | 22 | 137 | 12 | 0,270 |

| Saison | Équipe        | G  | AB | R | H | 2B | 3B | HR | RBI | SB | BA    |
| ------ | ------------- | -- | -- | - | - | -- | -- | -- | --- | -- | ----- |
| 2007   | Chicago Cubs  | 2  | 2  | 0 | 0 | 0  | 0  | 0  | 0   | 0  | 0,000 |
| 2008   | Chicago Cubs  | 3  | 6  | 0 | 2 | 0  | 0  | 0  | 0   | 0  | 0,333 |
| 2010   | San Francisco | 8  | 14 | 1 | 3 | 0  | 1  | 0  | 0   | 1  | 0,214 |
| Totaux | Totaux        | 13 | 22 | 1 | 5 | 0  | 1  | 0  | 0   | 1  | 0,227 |

Note : G = Matches joués ; AB = Passages au bâton; R = Points ; H = Coups sûrs ; 2B = Doubles ; 3B = Triples ; 
HR = Coup de circuit ; RBI = Points produits ; SB = Buts volés ; BA = Moyenne au bâton.